# الغول الأعلى (بني العوام)

تعديل مصدري - تعديل

الغول الأعلى هي إحدى قرى عزلة بني الذواد بمديرية بني العوام التابعة لمحافظة حجة، بلغ تعداد سكانها 223 نسمة حسب تعداد اليمن لعام 2004.